# Musculus cricoarytenoideus posterior

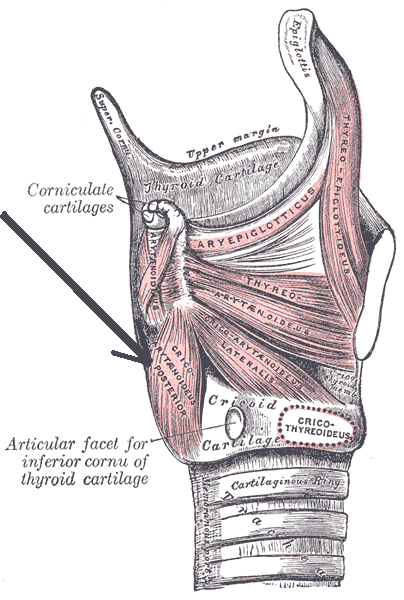
A gége izmai (a nyíl mutatja az apró izmot)

A musculus cricoarytenoideus posterior egy apró izom az ember kannaporcánál (cartilagines arytenoidea) és gyűrűporcánál (cartilago cricoidea).

## Eredés, tapadás, elhelyezkedés
A gyűrűporc hátsó részéről ered és a kannaporc nyúlványán tapad.

## Funkció
Kinyitja a hangrést (rima glottidis). Kifelé forgatja és távolítja a porcokat.

## Beidegzés
A nervus vagus (X. agyideg=bolygóideg) nervus laryngealis recurrens ága idegzi be.